# Kostomukša
Kostomukša (rusky Костомукша, finsky Kostamus, karelsky Koštamuš) je město v Karélii v Ruské federaci. Při sčítání lidu v roce 2010 měla přes osmadvacet tisíc obyvatel.

## Poloha
Kostomukša leží na východě střední části Karélie, jen zhruba 30 kilometrů od finsko-ruské hranice. Od Petrozavodsku, hlavního města republiky, je vzdálena přibližně 490 kilometrů, od Petrohradu 930 kilometrů.

## Dějiny
Kostomukša byla založena v roce 1977 jako sídlo městského typu patřící k železnorudnému dolu. Městem je od roku 1983.